# Togo na Mistrzostwach Świata w Lekkoatletyce 2011
Togo na Mistrzostwach Świata w Lekkoatletyce 2011 było reprezentowane przez 1 zawodniczkę – Sandrine Thiébaud-Kangni, dla której był to czwarty start w karierze na tego typu zawodach. Wystartowała ona w jednej konkurencji, biegu na 400 m, w którym zajęła przedostatnią, 35. pozycję, uzyskując czas 59,68.

## Wyniki reprezentantów Togo

### Kobiety

#### Konkurencje biegowe
| Konkurencja   | Zawodniczka              | Eliminacje | Eliminacje | Półfinał | Półfinał | Finał    | Finał   |
| Konkurencja   | Zawodniczka              | Rezultat   | Pozycja    | Rezultat | Pozycja  | Rezultat | Pozycja |
| ------------- | ------------------------ | ---------- | ---------- | -------- | -------- | -------- | ------- |
| Bieg na 400 m | Sandrine Thiébaud-Kangni | 59,68      | 35.        | nq       | nq       | nq       | nq      |